# Xoanodera maculata
Xoanodera maculata är en skalbaggsart som beskrevs av Pic 1923. Xoanodera maculata ingår i släktet Xoanodera och familjen långhorningar.
Artens utbredningsområde är Kina, Laos, Myanmar, Taiwan och Vietnam. Inga underarter finns listade i Catalogue of Life.